# Сегунда Дивізіон Б
Сегунда Дивізіон Б (ісп. Segunda División B) — колишня третя за рівнем футбольна ліга Іспанії, вища з двох іспанських аматорських футбольних ліг. Розіграш турніру проводився з 1977 по 2021 рік, після чого роль третього іспанського дивізіону отримала новостворена Прімера Дивізіон КІФФ.

## Історія
Термін «Сегунда Дивізіон Б» вперше був використаний під час проведення першого сезону Ла Ліги (1928/29 роки). Він був використаний для позначення третього рівня команд після Прімера Дивізіону та Сегунда Дивізіону А. Після першого сезону Сегунду Б замінив Терсера Дивізіон. 1977 року Сегунда Б була відроджена, через що Терсера стала чертвертим за силою дивізіоном в Іспанії.
У 2020 році Королівська федерація футболу Іспанії оголосила про створення трьох нових дивізіонів, двох напівпрофесіональних та одного аматорського: Прімера Дивізіон КІФФ як новий третій рівень іспанської футбольної системи; Сегунда Дивізіон КІФФ як новий четвертий рівень (при проведенні змагання використовується той самий принцип, що використовувався у Сегунді Б); і Терсера Дивізіон КІФФ як новий п'ятий рівень (так само, як і в Терсері, відповідно до правил проведення якого утворюються групи, які обмежені будь-якою автономною спільнотою та керуються місцевими органами управління). В результаті цього сезон 2020/21 став останнім для Сегунди Б, в ньому взяли участь рекордні 102 команди у п'яти групах, замість стандартних 80 учасників, поділених на чотири групи, які грали у такому форматі з 1987 року.

## Структура та регламент
Спочатку дивізіон складався з двох груп. У сезоні 1986/87 грали 22 команди в одній групі. Регламент було змінено наступного сезону — було створено 4 групи, у кожній з яких виступало по 20 команд.
Найкращі чотири команди з кожної групи, 16 загалом, виходять до плей-оф, для визначення, які чотири замінять ті, що вибули з Сегунди. Однак резервні склади мають право на просування, лише якщо їхні старші команди беруть участь в Ла Лізі. Найкращі п'ять учасників із кожної групи мають право на гру в Кубку Іспанії наступного сезону. Вибувають до Терсеру 2 команди, вони визначаються в плей-оф, у якому беруть участь останні 4 місця в кожній групі (разом 16 команд). Резервні команди також можуть бути переведені до Терсери, якщо їхні головні команди вибули з Сегунди.

## Чемпіони
| Чемпіон Сегунди Б | Віцечемпіон Сегунди Б | Команди, що вийшли до Сегунди |

| Сезон   | Група 1              | Група 2              | Група 3              | Група 4           |         |
| ------- | -------------------- | -------------------- | -------------------- | ----------------- | ------- |
| 1929    | Культураль Леонеса   |                      |                      |                   |         |
| 1977/78 | Расінг Ферроль       | АД Альмерія          |                      |                   |         |
| 1978/79 | Паленсія             | Леванте              |                      |                   |         |
| 1979/80 | Лінарес              | Баракальдо           |                      |                   |         |
| 1980/81 | Сельта               | Мальорка             |                      |                   |         |
| 1981/82 | Барселона Б          | Херес                |                      |                   |         |
| 1982/83 | Атлетік Б            | Гранада              |                      |                   |         |
| 1983/84 | Сабадель             | Лорка                |                      |                   |         |
| 1984/85 | Сестао               | Райо Вальєкано       |                      |                   |         |
| 1985/86 | Фігерас              | Херес                |                      |                   |         |
| 1986/87 | Тенерифе             |                      |                      |                   |         |
| 1987/88 | Ейбар                | Реал Сарагоса        | Саламанка            | Альсіра           |         |
| 1988/89 | Атлетік Б            | Паламос              | Атлетіко Мадрид Б    | Леванте           |         |
| 1989/90 | Авілес               | Льєйда               | Альбасете            | Оріуела           |         |
| 1990/91 | Реал Мадрид Кастілья | Расинг               | Бадахос              | Барселона Б       |         |
| 1991/92 | Саламанка            | Сант-Андреу          | Картахена            | Марбелья          |         |
| 1992/93 | Леганес              | Депортіво Алавес     | Реал Мурсія          | Лас-Пальмас       |         |
| 1993/94 | Саламанка            | Депортіво Алавес     | Граменет             | Естремадура       |         |
| 1994/95 | Расінг Ферроль       | Депортіво Алавес     | Леванте              | Кордова           |         |
| 1995/96 | Лас-Пальмас          | Спортінг Б           | Леванте              | Реал Хаен         |         |
| 1996/97 | Спортінг Б           | Ауррера де Віторія   | Хімнастік            | Кордова           |         |
| 1997/98 | Касерес              | Баракальдо           | Барселона Б          | Малага            |         |
| 1998/99 | Хетафе               | Культураль Леонеса   | Леванте              | Мелілья           |         |
| 1999/00 | Універсідад          | Торрелавега          | Гандія               | Гранада           |         |
| 2000/01 | Атлетіко Мадрид Б    | Бургос               | Граменет             | Кадіс             |         |
| 2001/02 | Баракальдо           | Барселона Б          | Реал Мадрид Кастілья | Мотріль           |         |
| 2002/03 | Універсідад          | Реал Уніон           | Кастельйон           | Альхесірас        |         |
| 2003/04 | Понтеведра           | Атлетіко Мадрид Б    | Льєйда               | Лансароте         |         |
| 2004/05 | Реал Мадрид Кастілья | Понферрадіна         | Аліканте             | Севілья Б         |         |
| 2005/06 | Універсідад          | Саламанка            | Бадалона             | Картахена         |         |
| 2006/07 | Понтеведра           | Ейбар                | Аліканте             | Севілья Атлетіко  |         |
| 2007/08 | Райо Вальєкано       | Понферрадіна         | Жирона               | Есіха             |         |
| 2008/09 | Реал Уніон           | Картахена            | Алькояно             | Кадіс             |         |
| 2009/10 | Понферрадіна         | Алькоркон            | Сант-Андреу          | Гранада           |         |
| 2010/11 | Луго                 | Ейбар                | Сабадель             | Реал Мурсія       |         |
| 2011/12 | Реал Мадрид Кастілья | Мірандес             | Атлетіко Балеарес    | Кадіс             |         |
| 2012/13 | Тенерифе             | Депортіво Алавес     | Оспіталет            | Реал Хаен         |         |
| 2013/14 | Расінг Сантандер     | Сестао Рівер         | Льягостера           | Альбасете         |         |
| 2014/15 | Реал Ов'єдо          | Уеска                | Хімнастік Таррагона  | Кадіс             |         |
| 2015/16 | Расінг Сантандер     | Реал Мадрид Кастілья | Реус Депортіу        | УКАМ Мурсія       |         |
| 2016/17 | Культураль Леонеса   | Альбасете            | Барселона Б          | Лорка             |         |
| 2017/18 | Райо Махадаонда      | Мірандес             | Мальорка             | Картахена         |         |
| 2018/19 | Фуенлабрада          | Расінг Сантандер     | Атлетіко Балеарес    | Рекреатіво        |         |
| 2019/20 | Атлетіко Балеарес    | УД Логроньєс         | Кастельйон           | Картахена         |         |
| 2020/21 | Бургос               | Реал Сосьєдад Б      | Ібіса                | Лінарес Депортіво | Бадахос |